# Pe sub piele
Under the Skin este un film britanic SF din 2014 regizat de Jonathan Glazer. În rolurile principale joacă actorii Scarlett Johansson și Jeremy McWilliams. Scenariul se bazează pe romanul omonim scris de autorul Michel Faber.

## Prezentare
O extraterestră ia corpul unei tinere femei atrăgătoare și călătorește prin Scoția cu o dubă pentru a lua oameni cu autostopul. În timp ce ea își atrage victimele într-o capcană cu promisiunea de a face sex, bărbații sunt scufundați într-un lichid în care dispar (și carnea lor este recoltată și trimisă spre planeta ei). Ea este monitorizată de un alt extraterestru, care are corpul unui motociclist de sex masculin.
Atunci când ea încearcă să seducă un bărbat pe o plajă, este martoră la înecarea accidentală a unui bărbat și a unei femei. Ea îi urmărește fără să aibă vreun sentiment și apoi îl ucide pe primul om care apare și încearcă să-i salveze pe cei doi și îi ia trupul acestuia cu ea.
După ce seduce un bărbat singur, lipsit de experiență sexuală și care este desfigurat facial, are milă de el și îi permite să scape. Omul însă este urmărit și ucis de către motociclist, cel care urmărește activitatea femeii extraterestre în Scoția.
Tulburată de întâlnirea cu omul cu neurofibromatoză, extraterestra începe să aibă mai multe sentimente legate de corpul ei uman. Ea încearcă, deși fără succes, să mănânce alimente umane. Ea este ajutată de un om care o duce în casa lui, gătește pentru ea și îi dă o cameră să se odihnească. Ea are încredere în el și vor încerca, fără succes, să facă sex.
Confuză, extraterestra fuge într-o pădure adâncă și se adăpostește într-o cabană pustie. Ea este trezită de un tăietor de lemne care încearcă s-o violeze și în timpul luptei îi rupe pielea, dezvăluindu-se astfel corpul ei extraterestru. După ce iese din pielea umană, tăietorul de lemne o urmărește și aruncă pe ea o canistră de benzină și îi dă foc de vie. În finalul filmului, fumul din corpul ei ars se ridică la cer .

## Distribuție
- Scarlett Johansson este Femeia extraterestră
- Jeremy McWilliams este Motociclistul[5][6]
- Joe Szula este un suporter de fotbal[7]
- Kryštof Hádek
- Paul Brannigan este Andrew[8]
- Adam Pearson este tânărul desfigurat[9]
- Michael Moreland
- Dave Acton este Tăietorul de lemne[10]
- Jessica Mance

## Vezi și
- Listă de filme științifico-fantastice din anii 2010